# Michael Weingarten
Michael Weingarten (* 1954) ist ein deutscher Philosoph und Hochschullehrer.

## Leben und Werk
Nach dem Studium der Philosophie, Literaturwissenschaft, Politik und Soziologie in Marburg und Frankfurt/Main folgt 1989 die Promotion in Philosophie zu Grundproblemen der Evolutionstheorie. Seit 1989 ist er Lehrbeauftragter im Fach Philosophie an der Universität Marburg.
Von 1980 bis 1999 arbeitete er in der Arbeitsgruppe Kritische Evolutionstheorie am Forschungsinstitut Senckenberg. 2002 war er wissenschaftlicher Leiter des TheorieLabors an der Universität Jena. Er ist momentan Dozent für das Ethisch-Philosophische Grundlagenstudium (EPG) als Teil des Lehramtsstudiums in Baden-Württemberg an der Universität Stuttgart, von 2004 bis 2008 hatte er auch eine Lehrstuhlvertretung an der Universität Stuttgart inne, seit 2007 ist er Honorarprofessor der Universität Marburg.
Seine Arbeitsschwerpunkte sind Wissenschaftstheorie und Wissenschaftsgeschichte der Biowissenschaften, Hermeneutik und Sozialphilosophie.
Michael Weingarten ist Mitglied der Partei Die Linke.

## Werke (Auswahl)

### Monographien
- Evolutionäre Erkenntnistheorie und neue Weltbilder. 1989
- Organismen: Objekte oder Subjekte der Evolution? 1997
- Wahrnehmen. 2003
- Leben (bio-ethisch). 2003
- Sterben (bio-ethisch). 2004
- Tod (bio-ethisch). 2007

### Coautor
- Jörg Zimmer, Michael Weingarten, Stefano Garroni, Hans Heinz Holz: Kritische Theorie. 1994
- Eve-Marie Engels, Thomas Junker, Michael Weingarten: Ethik der Biowissenschaften. 1998
- Peter Janich, Michael Weingarten: Wissenschaftstheorie der Biologie. 1999
- Gerhard Schlosser, Michael Weingarten: Formen der Erklärung in der Biologie. 2002
- Mathias Gutmann, Dirk Hartmann, Michael Weingarten: Kultur, Handlung, Wissenschaft. 2002
- Siegfried Blasche, Mathias Gutmann, Michael Weingarten: Repraesentatio Mundi. 2004

### Herausgeber
- Michael Weingarten (Hrsg.): Eine „Andere“ Hermeneutik. Georg Misch zum 70. Geburtstag – Festschrift aus dem Jahr 1948. 2005
- Mathias Gutmann, Michael Weingarten: Denken und Handeln. Aus dem Nachlass 1 von Josef König. 2005
- Michael Weingarten (Hrsg.): Strukturierung von Raum und Landschaft. 2005
- Christoph Görg, Christine Hertler, Engelbert Schramm, Michael Weingarten: Zugänge zur Biodiversität. 2000